# Nephrurus laevissimus
Espèce
Nephrurus laevissimus est une espèce de gecko de la famille des Carphodactylidae.

## Répartition
Cette espèce est endémique d'Australie. Elle se rencontre en Australie-Méridionale, en Australie-Occidentale et dans le Territoire du Nord.

## Publication originale
- (de) Mertens, 1958 : Neue Eidechsen aus Australien. Senckenbergiana Biologica, vol. 39, p. 51-56.